# Antoine Redier
Pour l'écrivain, voir Antoine Redier (écrivain).
Antoine (Joseph Antoine Jean) Redier, dit Antonin Redier, né le 22 décembre 1817 à Perpignan et mort le 30 décembre 1892 à Melun, est un inventeur, un ingénieur et un horloger. On lui doit l'invention entre autres du réveille-matin, des « pendules huitaines » qui firent la prospérité du village de Saint-Nicolas-d'Aliermont (Seine-Maritime).

## Biographie

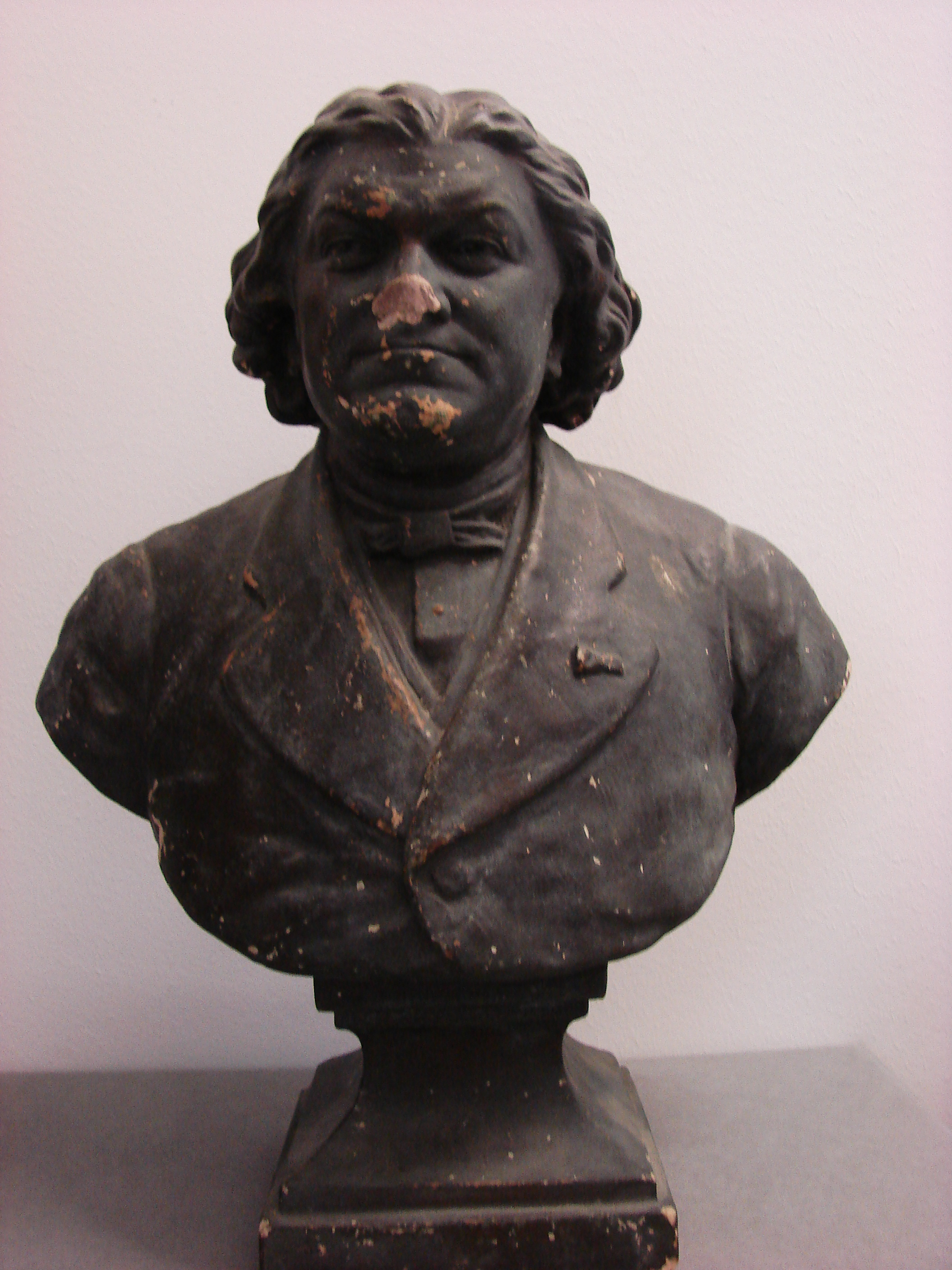
Buste d'Antoine Redier.

Antoine Redier débute comme petit apprenti chez un horloger de renom, Frédéric Louis Perrelet. En 1839, Antoine Redier quitte Perrelet pour faire son service militaire à La Fère, au 3e régiment d'artillerie, deuxième batterie. Sitôt libéré de ses obligations militaires, il travaille trois ans chez Henri Robert où l'occasion se présente de réparer des pendules au couvent des Oiseaux. Il y rencontre le peintre Lafon qui fit de lui quelques portraits. Secondé par le couvent, il achète le fonds d'horlogerie de monsieur Duchemin, place du Châtelet en 1842. Malgré le succès et une certaine gloire, il fut malheureusement ruiné par un banquier peu scrupuleux à la fin de sa vie.

## Inventions les plus marquantes
Il a réalisé un grand nombre d'inventions qui sont consultables sur la base de données des brevets du XIXe siècle de l'INPI : 
- En 1842, il fait breveter des perfectionnements aux montres et chronomètres de poche.
- En 1847, un réveille-matin.
- En 1849, il présente une montre à réveil qui lui valut une médaille de bronze.
- En 1851 à Londres, il expose un pendule conique et un mouvement horizontal.
- En 1852, un mouvement de sonneries et des calendriers appliqués à l'horlogerie.
- En 1854, un nouveau moteur d'horlogerie.
- En 1858, un micromètre chronométrique.
- En 1859, une petite pendule à réveil.
- En 1860, des pendules astronomiques, une application du pendule conique, une horloge simplifiée.
- En 1863, une fabrication de pendule, un instrument d'information.
- En 1867, des pendules, des réveils et des baromètres.
- En 1868, des perfectionnements apportés aux pendules à sonnerie avec quantième, etc.

C'est aussi grâce à ses travaux que Lucien Vidi put réaliser le baromètre anéroïde. Antoine Redier s'occupa des appareils enregistreurs, auquel il appliqua la combinaison de rouages connue sous le nom de « train différentiel ». Pour le compte de la défense nationale, il organisa si rapidement la fabrication des aiguilles du fusil Chassepot qu'il put en livrer 500 000 après quelques semaines.
Nommé chevalier de la Légion d'honneur en 1863, il fut promu officier en 1878 à la suite de l'Exposition universelle, où un grand prix lui fut décerné.
À la fin de sa carrière, il avait pris 27 brevets d'invention ou de perfectionnement.
Il fut membre d'administration de la Société d'encouragement pour l'industrie nationale, fondée en 1801.
Il publia en 1861 un Mémoire sur le pendule conique.
Son buste en plâtre est conservé au musée de l'horlogerie de Saint-Nicolas-d'Aliermont.

## Distinctions
- Officier de la Légion d'honneur (1878).